# Klaus Nomi (álbum)
Klaus Nomi es el álbum debut del contratenor alemán Klaus Nomi, publicado en 1981 por RCA Records. De acuerdo con el sitio Allmusic el disco mezcla algunos subgéneros populares como el new wave y el art pop con elementos de la ópera, como la tesitura dramática y el falsete. El álbum logró un importante éxito en Francia, en donde en menos de un año se certificó con disco de oro, luego de vender más de cien mil copias.
Dentro de la lista de canciones, tres son versiones de otros artistas de la música popular: «Lightning Strikes» es un tema de 1965 interpretada originalmente por el estadounidense Lou Christie; «The Twist» es de 1959, aunque es mayormente conocida por la versión de Chubby Checker de 1960 y «You Don't Own Me» la grabó Lesley Gore en 1963. Por su parte, dos provienen de la música clásica: «The Cold Song» es una versión de «What Power art thou, who from below...» incluida en la semiópera Rey Arturo (1691) de Henry Purcell y «Samson and Dalilah (Aria)» es una edición de «Mon coeur s'ouvre à ta voix» de la ópera Sansón y Dalila (1877) de Camille Saint-Saëns. Cabe señalar que esta última es un registro en vivo de 1980 grabado en el recinto Merlyn's de Madison y que se masterizó en el Shade Tree Resort Studio de Lake Geneva.

## Lista de canciones
| N.º | Título                      | Escritor(es)                | Duración |  |
| 1.  | «Keys of Life»              | Klaus Nomi                  | 2:26     |  |
| 2.  | «Lightning Strikes»         | Lou Christie, Twyla Herbert | 2:59     |  |
| 3.  | «The Twist»                 | Hank Ballard                | 3:10     |  |
| 4.  | «Nomi Song»                 | Kristian Hoffmann           | 2:47     |  |
| 5.  | «You Don't Own Me»          | John Medora, David White    | 3:39     |  |
| 6.  | «The Cold Song»             | Henry Purcell, John Dryden  | 4:03     |  |
| 7.  | «Wasting My Time»           | Klaus Nomi, Scott Woody     | 4:16     |  |
| 8.  | «Total Eclipse»             | Kristian Hoffmann           | 3:29     |  |
| 9.  | «Nomi Chant»                | Man Parrish                 | 1:53     |  |
| 10. | «Samson and Dalilah (Aria)» | Camille Saint-Saëns         | 3:43     |  |

## Músicos
- Klaus Nomi: voz y coros
- Scott Woody: guitarra y coros
- Rick Pascual: bajo
- Daneil Elffasy: batería
- Jon Cobert: teclados y sintetizador y coros
- Julie Berger: coros